# Goga Goguiberashvili
Goga Goguiberashvili –en georgiano: გოგა გოგიბერაშვილი– (28 de septiembre de 1990) es un deportista georgiano que compite en lucha estilo grecorromana. Ganó una medalla de bronce en el Campeonato Europeo de Lucha de 2017, en la categoría de 66 kg.

## Palmarés internacional
| Campeonato Europeo | Campeonato Europeo | Campeonato Europeo | Campeonato Europeo |
| Año                | Lugar              | Medalla            | Categoría          |
| ------------------ | ------------------ | ------------------ | ------------------ |
| 2017               | Novi Sad (Serbia)  | Medalla de bronce  | 66 kg              |